# هو لنکی
هو لنکی (انگلیسی: Hu Lanqi) ; (زاده: ۱۹۰۱ - درگذشته: ۱۳ دسامبر ۱۹۹۴) نویسنده اهل جمهوری چین بود. لنکی یک رهبر نظامی چینی بود. او در سال ۱۹۲۷ به ارتش انقلابی ملی و شاخه چینی آن پیوست و در سال ۱۹۳۰ به حزب کمونیست آلمان (۱۹۱۸) ملحق شد. او در سال ۱۹۳۳ توسط آلمان نازی زندانی شد و بعدها خاطرات تأثیر گذار خود را از تجربه زندان نازی‌ها نوشت، آنچنانکه ماکسیم گورکی او را برای دیدار در مسکو دعوت کرد. در سال ۱۹۳۷ پس از شروعجنگ دوم چین و ژاپن، او گروهی از سربازان را برای مقاومت در برابر هجوم ژاپن سازماندهی کرد و اولین زنی بود که درجه ژنرال دوستاره در جمهوری چین را به دست آورد چین (۱۹۴۹–۱۹۱۲). او در دوران جنگ داخلی چین از کمونیست‌ها حمایت کرد، اما به دلیل پیروی از حزب کمونیست چین و مائو تسه‌تونگ مورد آزار و اذیت قرار گرفت. او در دوره انقلاب فرهنگی جان سالم به در برد تا از خود به لحاظ سیاسی اعاده حیثیت کند، لنکی شرح مفصلی از خاطرات زندگی خود را در ۱۹۸۰ منتشر کرد، مائو دان یک نویسنده چینی براساس دوران زندگی هو لنکی رمانی به نام رنگین‌کمان نوشت (۱۹۲۹)، که قهرمان آن، می، به مراتب بیش از هو لنکی معروف شد. هو لنکی دوبار ازدواج کرد و طلاق‌گرفت. او پیشنهاد ازدواج از جانب فرمانده ارتش چین سیچوان یانگ سن را رد کرد و بعداً با چن ئی رهبر کمونیست که یکی از ۱۰ ژنرال چین بود رابطه داشت، اما هرگز ازدواج نکردند.

## زندگی‌نامه
هو لنکی در سال ۱۹۰۱ در استان سیچوان چین در یک خانواده ثروتمند به دنیا آمد. پدرش چنگ از دودمان چینگ بود. پدرش هو (胡卿云)از نوادگان مشهور مینگ بود. هو از خدمت به امپراتوری مانچو که مینگ را فتح کرده بود امتناع کرد. هو لنکی پس از اینکه از دبیرستان در سال ۱۹۲۰، فارغ‌التحصیل شد پدر و مادرش ترتیبی دادند که او با یکی از تجار مشهور ازدواج کند. با این حال، اندکی پس از آن، او علیه ازدواج از قبل تعیین شده شورش کرد و از همسرش طلاق گرفت، که در آن زمان موضوعی بحث‌برانگیز بسیار بحث‌برانگیز بود. در سال ۱۹۲۱ هو به یانگ در استان سیچوان چین رفت، که در آنجا در مدرسه مقدماتی دانشکده معلمان استان سیچوان چین در کالج به تحصیل پرداخت.